# Laudelino Cubino González
Laudelino Cubino González, també conegut com a Lale Cubino (Béjar, 31 de maig de 1963) va ser un ciclista espanyol, que fou professional entre 1986 i 1996. Era un especialista en les etapes de muntanya. Durant la seva carrera aconseguí més de 30 victòries, destacant les etapes aconseguides a les tres Grans Voltes: 3 a la Volta a Espanya, 2 al Giro d'Itàlia i una al Tour de França. També guanyà la Volta a Catalunya de 1990.
Una vegada retirat del ciclisme passà a dirigir un complex hoteler a Béjar.

## Palmarès
- 1986
  - 1r a la Clásica de los Puertos
  - Vencedor d'una etapa del Tour de l'Avenir
- 1987
  - Vencedor d'una etapa de la Volta a Espanya
- 1988
  - 1r de la Vuelta a Tres Cantos i vencedor d'una etapa
  - 1r a la Clásica de los Puertos
  - Vencedor d'una etapa del Tour de França
  - Vencedor d'una etapa de la Volta a Burgos
  - Vencedor d'una etapa de la Vuelta a los Valles Mineros
- 1989
  - 1r a la Vuelta a los Valles Mineros i vencedor d'una etapa
  - Vencedor d'una etapa de la Volta a Astúries
  - Vencedor d'una etapa de la Volta a Galícia
- 1990
  -  Campió d'Espanya en ruta
  -  1r a la Volta a Catalunya
  - 1r a la Pujada al Naranco
  - Vencedor d'una etapa de la Volta a Galícia
- 1991
  - Vencedor d'una etapa de la Volta a Espanya
  - Vencedor d'una etapa del Dauphiné Libéré
  - Vencedor d'una etapa de la Volta a Colòmbia
- 1992
  - Vencedor d'una etapa de la Volta a Espanya
  - Vencedor d'una etapa del Dauphiné Libéré
  - Vencedor d'una etapa de la Volta a Múrcia
- 1993
  - 1r de la Volta a Burgos i vencedor d'una etapa
  - Vencedor d'una etapa de la Volta a Aragó
- 1994
  - 1r a la Volta a Galícia i vencedor d'una etapa
  - Vencedor d'una etapa al Giro d'Itàlia
  - Vencedor d'una etapa de la Volta a Burgos
- 1995
  - Vencedor d'una etapa al Giro d'Itàlia
  - Vencedor d'una etapa de la Volta a La Rioja
- 1996
  - Vencedor d'una etapa de la Volta a Colòmbia

### Resultats a la Volta a Espanya
- 1987. Abandona. Vencedor d'una etapa
- 1988. 4t de la classificació general
- 1991. 15è de la classificació general. Vencedor d'una etapa
- 1992. 6è de la classificació general. Vencedor d'una etapa
- 1993. 3r de la classificació general
- 1994. Abandona

### Resultats al Tour de França
- 1987. Abandona (19a etapa)
- 1988. 13è de la classificació general. Vencedor d'una etapa
- 1989. Abandona (15a etapa)
- 1992. Abandona (11a etapa)
- 1993. 42è de la classificació general
- 1995. Abandona (16a etapa)
- 1995. 27è de la classificació general
- 1996. Abandona (2a etapa)

### Resultats al Giro d'Itàlia
- 1994. Vencedor d'una etapa
- 1995. 40è de la classificació general. Vencedor d'una etapa